# Daechi (metropolitana di Seul)
Daechi (대치역 - 大峙驛, Daechi-yeok) è una stazione della metropolitana di Seul servita dalla linea 3 della metropolitana di Seul. Si trova nel quartiere di Gangnam-gu, a sud rispetto al centro.

## Linee
Seoul Metro
● Linea 3 (Codice: 345)

## Struttura
La fermata è costituita da un marciapiede a isola situato al secondo piano interrato, con due binari passanti protetti da porte di banchina. Sono presenti 8 uscite in superficie.
| Direzione Daehwa | ● Linea 3 | per Yangjae, Express Bus Terminal, Jongno 3-ga, Gupabal, Daegok e Daehwa |
| Direzione Ogeum  | ● Linea 3 | per Suseo e Ogeum                                                        |

## Stazioni adiacenti
| «       | Servizio | »          |
| Linea 3 | Linea 3  | Linea 3    |
| ------- | -------- | ---------- |
| Dogok   | -        | Hangnyeoul |